# Civitanova del Sannio
Civitanova del Sannio é uma comuna italiana da região do Molise, província de Isérnia, com cerca de 949 habitantes. Estende-se por uma área de 55 km², tendo uma densidade populacional de 17 hab/km². Faz fronteira com Bagnoli del Trigno, Chiauci, Duronia (CB), Frosolone, Pescolanciano, Pietrabbondante, Poggio Sannita, Salcito (CB), Sessano del Molise.

## Demografia
| Variação demográfica do município entre 1861 e 2011                               |
|                                                                                   |
| Fonte: Istituto Nazionale di Statistica (ISTAT) - Elaboração gráfica da Wikipedia |